# Woody
(tagline del film)
Woody (Woody Allen: A Documentary) è un documentario del 2012 diretto e sceneggiato da Robert B. Weide, è stato presentato al Festival di Cannes nello stesso anno. Distribuito nelle sale italiane il 21 settembre 2012.

## Trama
Documentario incentrato sulla carriera di Woody Allen attraverso interviste, filmati di repertorio e spezzoni tratti dai film.

## Promozione
Il 24 luglio 2012 è stato diffuso online il trailer italiano del documentario.

## Distribuzione
Il documentario è arrivato nelle sale italiane il 21 settembre 2012, distribuito dalla BiM e successivamente è stato acquisito dalla piattaforma di streaming Netflix.

## Home video
In Italia è uscito in entrambe le versioni: quella vista al cinema e, successivamente, quella completa della durata di più di tre ore (edita dalla Feltrinelli insieme ad un libro per la collana Real Cinema).